# Congo Airways

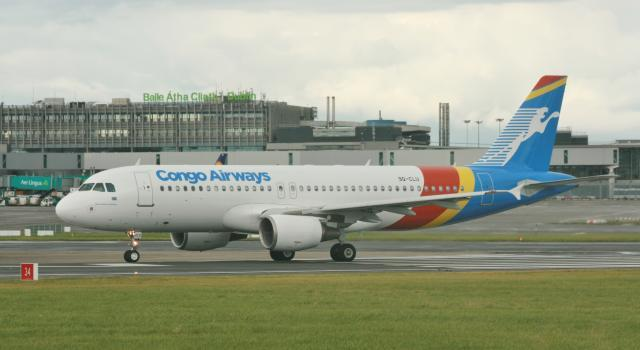
Airbus A320 авиакомпании Congo Airways

Congo Airways — флагманская авиакомпании Демократической Республики Конго. Начала деятельность 20 октября 2015 года. Авиакомпания обслуживает направления со своей базы в аэропорту Н’джили в Киншасе и планирует увеличить свой авиапарк и обслуживать региональные и международные рейсы.

## История
Авиакомпания Congo Airways была основана 15 августа 2014 года по инициативе правительства Демократической Республике Конго и совершила свой первый рейс 20 октября 2015 года. Air France Consulting оказала техническую помощь Congo Airways.
10 декабря 2019 года авиакомпания Congo Airways подписала сделку на сумму 194,4 миллиона долларов на приобретение двух самолетов Embraer 175 у Embraer. Было объявлено, что самолёты поступят во флот авиакомпании в четвёртом квартале 2020 года.
26 мая 2020 года авиакомпания Congo Airways изменила заказ на приобретение двух самолётов Embraer 175 двумя самолётами типа Embraer 190E-2 и ещё двумя типа Embraer 195E-2. Ожидается, что самолёты будут поставлены во втором квартале 2022 года.

## Пункты назначения
Компания выполняет внутренние рейсы из своего центра в аэропорту Н’джили в Киншасе в Гому, Кинду, Канангу, Кисангани, Лубумбаши, Мбандаку и Мбужи-Майи. В январе 2016 года компания объявила, что хочет расширить карту полётов рейсами в небольшие аэропорты, таких как в Бени и Бута-Зега, а также на международном уровне в Луанде, Пуэнт-Нуар, Аддис-Абебе, Найроби, Лагосе и Абиджане. Долгосрочные планы включали начало рейсов в Дубай и Гуанчжоу. В мае 2018 года авиакомпания начала полеты в Дуалу и Йоханнесбург.

## Флот
Флот авиакомпании Congo Airways состоит из 6 самолётов:
| Тип                    | В эксплуатации | Заказано | Регистрационные номера | Пассажиры | Пассажиры | Пассажиры | Примечания                            |
| Тип                    | В эксплуатации | Заказано | Регистрационные номера | C         | Y         | Всего     | Примечания                            |
| ---------------------- | -------------- | -------- | ---------------------- | --------- | --------- | --------- | ------------------------------------- |
| Airbus A320-200        | 2              | —        | 9S-AKD 9S-ALU          | 10        | 150       | 160       |                                       |
| Bombardier Dash 8-Q400 | 2              | —        | 9S-AAN 9S-AKV          | 5         | 64        | 69        |                                       |
| Embraer 190            | 2              | —        | 5Y-FFL 5Y-FFM          | н/д       | н/д       | н/д       | Взяты в лизинг у Kenya Airways        |
| Embraer 190-E2         | —              | 2        | н/д                    | 12        | 84        | 96        | Поставка во втором квартале 2022 года |
| Embraer 195-E2         | —              | 2        | н/д                    | 12        | 108       | 120       | Поставки в 2022 году                  |
| Всего                  | 6              | 4        |                        |           |           |           |                                       |